# Bandera d'Espanya

La bandera d'Espanya, amb tots els seus elements actuals, va ser adoptada per la Llei 39/1981, de 28 d'octubre del 1981 que a l'article segon, diu: 
| « | 1. La bandera d'Espanya, d'acord amb el preceptuat a l'article quart de la Constitució espanyola, és formada per tres franges horitzontals, vermella, groga i vermella; la groga és de doble amplada que la de cadascuna de les vermelles. 2. A la franja groga s'hi podrà incorporar, a la forma que reglamentàriament se senyali, l'escut d'Espanya. | » |

Anteriorment, amb l'aprovació de la vigent Constitució espanyola el 6 de desembre de 1978, ja s'havia establert en el seu article 4t que la: 1. La bandera d'Espanya és formada per tres franges horitzontals, vermella, groga i vermella; la groga és de doble amplada que la de cadascuna de les vermelles. En l'actualitat no hi ha hagut cap desenvolupament reglamentari d'aquesta Llei perquè continua vigent el Reglament de banderes i estendards, guions, insígnies i distintius, aprovat pel Reial decret 1511/1977, de 21 de gener, amb les modificacions relatives a l'escut d'Espanya i al guió del Príncep d'Astúries.

## Història

### El pavelló naval de la Monarquia Absolutista Borbònica
Durant la Monarquia Absoluta Borbònica (1714-1833) coexistien tres tipus de banderes: en primer lloc l'estendard reial —amb les seves variants—, que era la bandera principal de la monarquia espanyola; en segon lloc tot un ampli reguitzell de banderes militars i, finalment, els pavellons de la marina de guerra i civil.

Estendard Reial (Bandera Nacional)
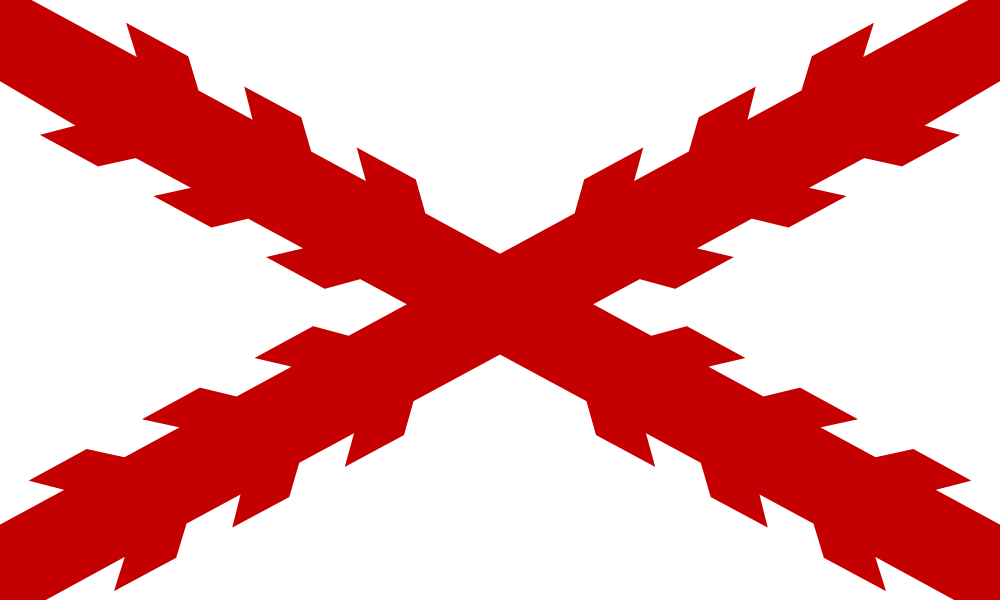
Bandera militar
Pavelló naval de guerra

Quan Carles III va esdevenir rei d'Espanya el 1759 va observar que tant França, com Nàpols, com Espanya utilitzaven idèntics pavellons navals de color blanc —el color de la dinastia dels borbons—, que diferien tan sols en l'escut reial que hi havia al centre, fet que provocava problemes d'identificació i confusió al mar entre els vaixells de guerra. Per aquesta raó va ordenar al seu secretari d'estat i del despatx universal de marina Antonio Valdés i Fernández Bazán que li presentés alguns models de bandera que fossin visibles a llargues distàncies.
Es van sotmetre a concurs dotze esbossos que van ser presentats al rei. Aquest trià dos dissenys: un per als vaixells de guerra i un altre per als mercants. Era una bandera de tres bandes de color vermell-groc-vermell, en la qual la banda groga era el doble d'ampla que les vermelles. La bandera triada per ús de la marina mercant era diferent i consistia en cinc bandes de color groc-vermell-groc-vermell-groc, en proporcions 1:1:2:1:1. No hi ha documents que vinculin la combinació de colors com a provinent de la Corona d'Aragó.

Estendard Reial (Bandera Nacional)
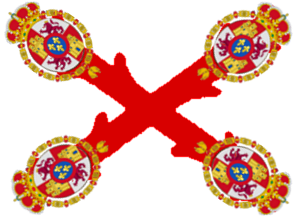
Bandera militar
Pavelló naval de guerra (des del 1785)

Per tal de donar a conèixer els nous pavellons navals es va promulgar el Reial decret de 28 de maig de 1785 :
| «                                                                                 | Para evitar los inconvenientes, y perjuicios, que ha hecho ver la experiencia puede ocasionar la Bandera nacional, de que usa mi Armada naval, y demas Embarcaciones Españolas, equivocándose á largas distancias, ó con vientos calmosos con las de otras Naciones; he resuelto, que en adelante usen mis Buques de guerra de Bandera dividida á lo largo en tres listas, de las que la alta, y la baxa sean encarnadas, y del ancho cada una de la quarta parte del total, y la de en medio amarilla, colocándose en esta el Escudo de mis Reales Armas reducido á los dos quarteles de Castilla, y Leon con la Corona Real encima; y el Gallardete con las mismas tres listas, y el Escudo á lo largo, sobre quadrado amarillo en la parte superior: Y de las demas Embarcaciones usen, sin Escudo, los mismos colores, debiendo ser la lista de en medio amarilla, y del ancho de la tercera parte de la Bandera, y cada una de las restantes partes dividida en dos listas iguales encarnada, y amarilla alternativamente, todo con arreglo al adjunto diseño. No podrá usarse de otros pavellones en los Mares del Norte por lo respectivo á Europa hasta el paralelo de Tenerife en el Océano, y en el Mediterraneo desde primero del año de mil setecientos ochenta y seis: en la América Septentrional desde principio de Julio siguiente; y en los demas Mares desde primero del año de mil setecientos ochenta y siete. Tendréislo entendido para su cumplimiento. | » |
| — Señalado de mano de S.M. en Aranjuez á 28 de mayo de 1785. A D. Antonio Valdés. | |   |

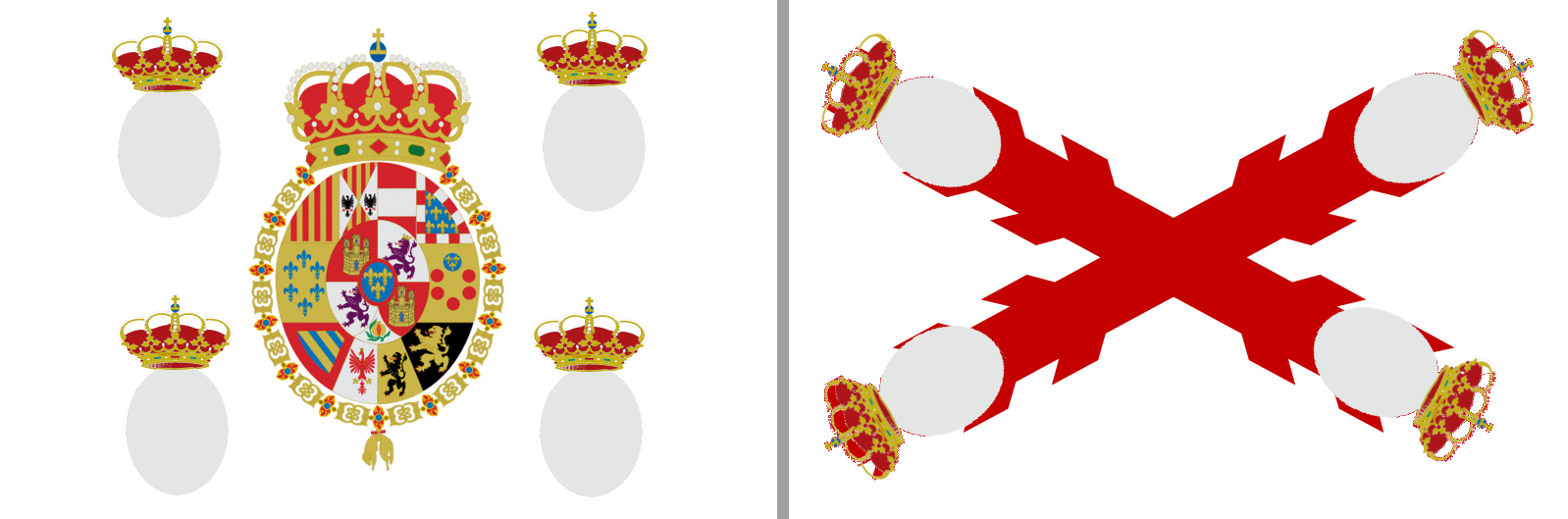
Banderes militars d'Espanya: A l'esquerra Bandera Coronela amb l'estendard reial que portava el primer batalló del regiment, i a la dreta Bandera Batallona amb la creu de Borgonya, que portaven el segon i tercer batalló. Si el regiment el formava un únic batalló, aleshores es sobreposaven els símbols en una única bandera. S'acompanyava de quatre corones amb quatre escudets de la ciutat d'origen del regiment. Les banderes eren quadrades, amb costat d'1,5 m (Ordenances de 1762).

Poc després es dissenyà una tercera bandera a base dels colors roig i groc pels vaixells corsaris, és a dir, vaixells mercants armats i amb llicència reial per atacar naus enemigues. Tots aquests pavellons navals no tenien cap mena de simbolització nacional, com ha pretès mitificar falsament el nacionalisme espanyol, sinó que «tan sols indicaven que aquesta nau —de guerra, mercant o corsaria, segons la bandera específica— pertany al rei d'Espanya». Durant el regnat de Carles IV d'Espanya (1788-1808) es promulgaren les Ordenances generals de l'Armada Naval que el 8 de març de 1793 feren extensiu l'ús de la bandera naval de guerra a totes les places marítimes i els castells de les costes.
| « | Las Banderas de mis baxeles de guerra, como las de mis Plazas Marítimas, sus Castillos y otros qualesquiera de las Costas, será de tres listas, la de en medio amarilla ocupando una mitad, y la alta y baxa encarnadas iguales, esto es, del quarto de la anchura, con mis Armas Reales de solo los Escudos de Castilla y León con la Corona Imperial en la lista de en medio. | » |

Amb aquest decret començà la lenta territorialització de la bandera naval, que començarà a ser vista per terra malgrat que restringida als castells de la costa i a les instal·lacions de l'armada.
Durant la Guerra de la Independència Espanyola o Guerra del Francès (1808-1814) l'absència d'una autèntica bandera nacional espanyola va desencadenar un fenomen de proliferació de multitud de banderes locals i no reglamentàries. Altrament, després de la derrota espanyola a la batalla de Trafalgar, alguns mariners passaren a combatre a terra i, per primera vegada, es veuen ensenyes bicolors per l'interior d'Espanya. El 1812 les Corts de Cadis reglamentaren la Milícia Nacional a fi de defensar els valors liberals. Cadascuna d'aquestes milícies adoptà la seva pròpia bandera diferencial.

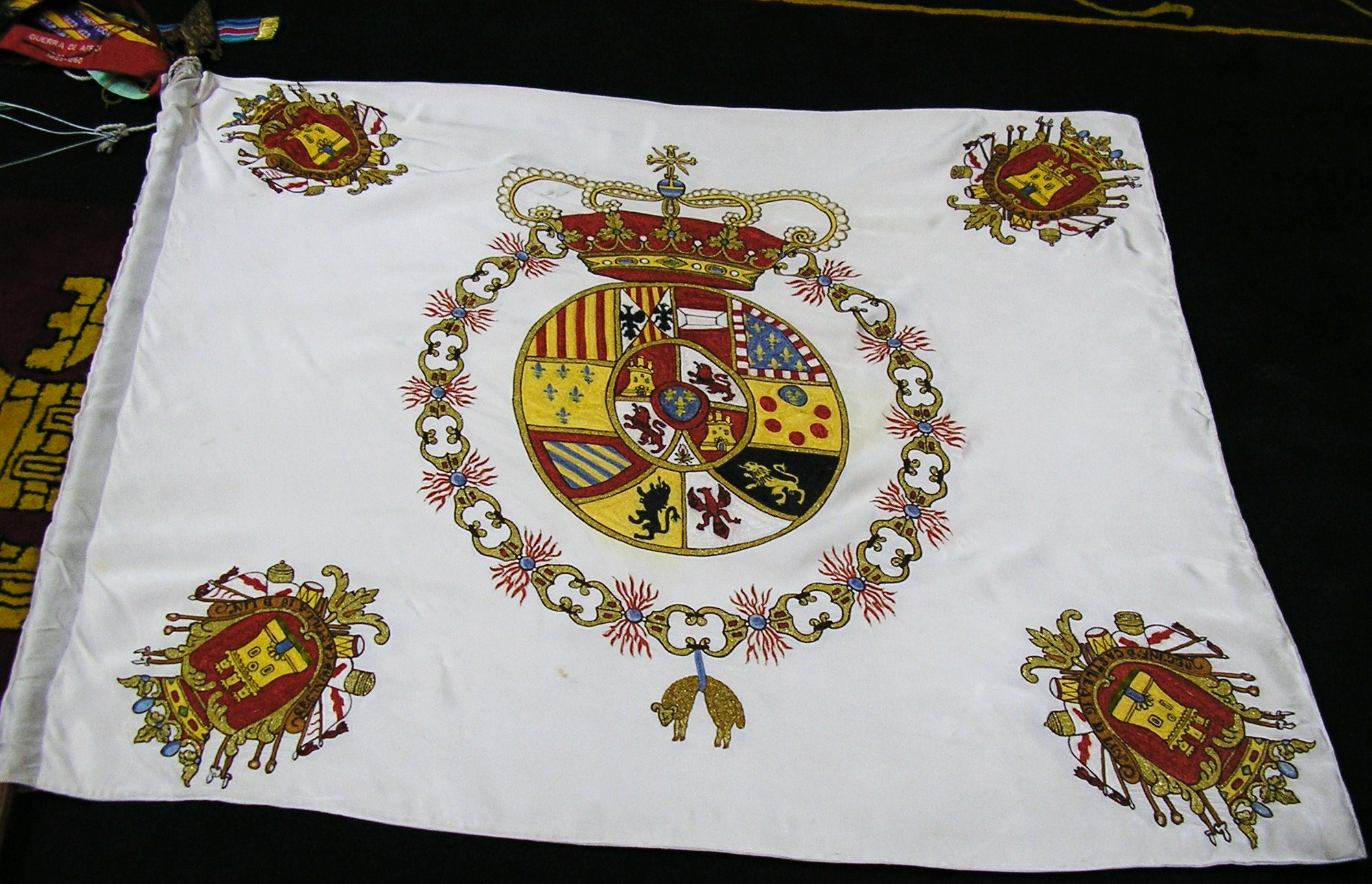
Bandera militar espanyola —Bandera Coronela— de la Guerra del Francès (1808-1814)

Amb el retorn de Ferran VII d'Espanya es restaurà l'absolutisme borbònic i es dissolgueren les mílicies nacionals, de marcat caràcter liberal, però el 1820, durant el Trienni Liberal (1820-1823) es promulgà el Reial decret del 26 d'abril del 1820 que restablia la Milícia Nacional i poc després es sancionà Reglament provisional que establia que:
| « | Cada batallón tendrà una bandera, que serà de tafetán morado como los antiguos pendones de Castilla; su escudo sólo los leones y castillos, sin tener enmedio las flores de lis, ni cruz de Borgoña, y en las quatro esquinas las armas del pueblo. | » |

Pocs mesos després però, pel reial decret del 31 d'agost de 1820, en l'article 72, es reglamentarà que la Milícia Nacional utilitzarà un bandera formada per dues bandes vermelles i groga, totes d'igual amplada.

### Regne constitucional d'Espanya
Serà finalitzada la guerra civil carlista (1833-1840) quan la bandera roji-gualda obtindrà el seu paper principal. Els contendents carlistes, partidaris de la restauració absolutista, utilitzaran àmpliament banderes blanques propis de la casa de borbó. El 1841, després de la derrota de les forces absolutistes, l'exèrcit espanyol fou renovat i pel Reial Decret del 13 d'octubre de 1843 es decretà la substitució de totes les ensenyes de l'exèrcit espanyol per altres noves de roji-gualdes, uns colors que fins aleshores només havia utilitzar l'armada i alguns batallons de la Milícia Nacional. Durant la guerra civil la bandera bicolor havia esdevingut un símbol monàrquic i liberal, per oposició a les banderes blanques que havien emprat els absolutistes. El Reial decret de 13 d'octubre de 1843 estableix la substitució de banderes, estendards i escarapel·les, ensenyes de l'exèrcit, per unes altres de noves rojigualdas, al mateix temps que l'anomena «bandera nacional», una titulació que si per bé no era oficial, emprava la nomenclatura nacional pròpia de les revolucions liberals.
| « | Siendo la bandera nacional el verdadero símbolo de la monarquía española, ha llamado la atención al Gobierno la diferencia que existe entre aquélla y las particulares de los Cuerpos del Ejército: tan notable diferencia trae su origen del que tuvo cada uno de sus mismos Cuerpos, porque formados bajo la dominación e influjo de los diversos reinos, provincias ó pueblos en que estaba antiguamente dividida la España, cada cual adoptó los colores o blasones de aquel que le daba nombre. La unidad de la monarquía española y la organización del Ejército y demás dependencias del Estado exigen imperiosamente que desaparezcan todas las diferencias hasta ahora han subsistido sin otro fundamento que el recuerdo de su división local, perdido desde bien lejanos tiempos. Por tanto el Gobierno provisional, en nombre de S.M. la Reina Doña Isabel II, ha venido en decretar la siguiente: Art. 1º Las banderas y estandartes de todos los cuerpos e institutos que componen el Ejército, la Armada y la Milicia Nacional serán iguales en colores a la bandera de guerra española y colocados por el mismo orden que lo están en ella. Art. 2º Los cuerpos que por privilegio u otra circunstancia llevan hoy el pendón morado de Castilla usarán en las nuevas banderas unas corbatas del mismo color morado y del ancho de las de San Fernando, única diferencia que habrá entre todas las banderas del ejército, a excepción de las condecoraciones militares que hayan ganado o en lo sucesivo ganaren. Art. 3º Alrededor del escudo de armas Reales, que estará colocado en el centro de dichas banderas y estandartes, habrá una leyenda que expresará el arma, número y batallón del regimiento. Art. 4º Las escarapelas que en lo sucesivo usen los que por su categoría o empleo deben llevarlas, cualquiera que sea la clase a que pertenezcan, serán de los mismos colores que las expresadas banderas. Art. 5º Los adjuntos modelos se circularán por todos los ministerios a sus respectivas dependencias, para que por todos los individuos del Estado sean conocidas y observadas las disposiciones contenidas en este decreto. | » |

Estendard Reial (1838-1868) (1875-1931)
Bandera militar de guerra
Pavelló naval de guerra

### Segona República Espanyola

Bandera estatal de la Segona República Espanyola.
Bandera civil de la II República Espanyola.

El 14 d'abril de 1931, la monarquia va ser derrocada i substituïda per la Segona República Espanyola. El canvi de règim va ser simbolitzat per una nova bandera tricolor (vermella, groga i morada), en comptes de la prèvia bicolor vermella i groga, que es considerava monàrquica. L'objectiu de la banda morada no era representar Castella i Lleó pels comuners de les revoltes de 1520, com es creu popularment, com tampoc representaven el vermell i el groc a la Corona d'Aragó, sinó que s'afegeix per a diferenciar-la de la bandera considerada monàrquica, que tenia l'última banda vermella.
La bandera republicana va ser adoptada oficialment el 27 d'abril i es va donar oficialment a l'exèrcit el 6 de maig. Estava formada per tres bandes horitzontals de la mateixa mida, de colors vermell, groc i morat, amb l'escut d'armes de la Segona República Espanyola al centre. Una altra novetat foren les dimensions de la bandera en la seva versió militar, ja que eren més reduïdes (1m x 1m).

### La dictadura franquista

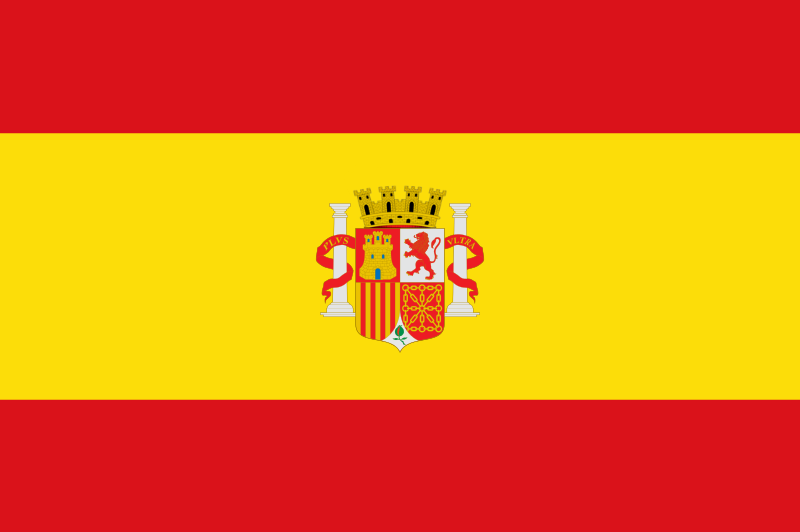
Bandera de l'Espanya franquista (1936–1938)
Bandera de l'Espanya franquista (1938–1945)
Bandera de l'Espanya franquista (1945–1977)

L'1 d'abril de 1939 es va acabar de forma oficial la Guerra Civil espanyola, i Francisco Franco va esdevenir el dictador de l'estat fins a la seva mort el 20 de novembre de 1975.
El 29 d'agost de 1936, la Junta de Defensa Nacional va publicar el Decret Núm. 77 que declarava: "La bandera bicolor vermella i d'or es restableix com a bandera d'Espanya", que va servir com la primera bandera de l'Espanya Nacionalista. Aquesta bandera va ser substituïda el 1938 per una bandera que afegia a l'escut l'àguila de Joan l'Evangelista. Les noves armes suposadament estaven inspirades en l'escut d'armes que van adoptar els Reis Catòlics després de la presa de Granada dels moros, però substituint les armes de Sicília per les de Navarra i afegint els Pilars d'Hèrcules a cada costat de l'escut d'armes. El 1938, les columnes estaven col·locades a fora de les ales.
El 26 de juliol de 1945, les insígnies del comandant van ser suprimides per decret, i l'11 d'octubre es va publicar una regulació detallada de les banderes, que va fixar el model de la bandera bicolor en ús, amb una nova versió de l'àguila de Sant Joan. Els models establerts en aquest decret es van mantenir fins al 1977.
En aquest període, dues banderes més se solien col·locar juntes amb la bandera nacional: la bandera de la Falange Española Tradicionalista y de las JONS i la bandera carlista, com a representació del Movimiento Nacional.

### Període provisional post-Franco

Bandera d'Espanya del 1977 fins al 1981

Des de la mort de Franco el 1975, fins al 1977, la bandera nacional va ser la mateixa que la regulació de 1945. El 21 de gener de 1977 es va aprovar una nova bandera que diferia de l'anterior en què les ales de l'àguila s'obrien més, els Pilars d'Hèrcules es tornaven a col·locar dins de les ales, i el llaç amb el lema "Una, grande y libre" es va moure del coll de l'àguila a sobre del cap de l'àguila. No es van fer moltes banderes amb aquest escut. Finalment, després de la restauració de la Casa de Borbó al tron espanyol en el rei Joan Carles I, la Constitució Espanyola de 1978 especificava, en l'article 42 secció 12, que la "Bandera d'Espanya està formada per tres bandes horitzontals, vermella, groga i vermella, la groga essent el doble d'amplada que cadascuna de les vermelles."
Finalment, la bandera espanyola va incorporar l'actual escut d'armes el desembre de 1981.

## Disseny

### Colors
Els colors de la bandera d'Espanya tal com van ser descrits pel Reial Decret 441/1981 de 27 de febrer, són:
|                                      | Valors CIELAB | Valors CIELAB | Valors CIELAB | CIE (Il·luminant C) | CIE (Il·luminant C) | CIE (Il·luminant C) | Web color |
| DENOMINACIÓ DELS COLORS (SNM-IRANOR) | H*            | C*            | L*            | x                   | y                   | Y                   | codi HTML |
| ------------------------------------ | ------------- | ------------- | ------------- | ------------------- | ------------------- | ------------------- | --------- |
| Roig bandera                         | 35º           | 70            | 37            | 0,614               | 0,320               | 9,5                 | #AA151B   |
| Groc-gualda bandera                  | 85º           | 95            | 80            | 0,488               | 0,469               | 56,7                | #F1BF00   |

El disseny fonamental de la bandera d'Espanya és el mateix que el que s'utilitzava entre 1785 i 1931 com a insígnia dels vaixells de guerra. Durant la Segona República es va fer servir una bandera tricolor de franges de la mateixa mida, substituint el color roig de la franja inferior pel color morat, i en l'escut la corona reial per la corona mural.

Especificacions oficials per a la construcció de la bandera d'Espanya

Durant el règim franquista es va tornar a la bandera bicolor, però adoptant com a escut l'àguila de Sant Joan, aprovada l'11 de febrer de 1938.

### Construcció
El disseny de la bandera amb l'escut, regulat a la Regla 3 del Reial Decret 1511/1977, respon a les següents especificacions:
- L'eix de l'escut ha de situar-se a una distància d'un terç de la vaina, i la seva altura ha de valer dos cinquens de l'ample de la bandera.

## Ús de la bandera
L'article 3 de la llei 39/1981, de 28 d'octubre, estableix el següent:
| « | La bandera d'Espanya haurà d'onejar a l'exterior i ocupar el lloc preferent en l'interior de tots els edificis i establiments de l'administració central, institucional, autonòmica, provincial o insular i municipal de l'Estat. | » |

D'altra banda, la sentència del Tribunal Suprem de 24 de juliol de 2007 aclareix que:
| « | La bandera ha d'onejar diàriament amb caràcter de permanència, no de conjuntura, no d'excepcionalitat, sinó de generalitat i en tot moment. | » |